# QNAP
QNAP Systems, Inc. (kinesiska: 威聯通科技) är ett taiwanesiskt företag som är specialiserat på att erbjuda nätverkstjänster för fildelning, virtualisering, lagringshantering och övervakning med inriktning mot Enterprise, SMB, SOHO och hemmaanvändares behov. Företaget är uppdelat i tre olika divisioner; Network-Attached Storage (NAS), Network Video Recorders (NVR) och Digital skyltning (DS).

## Företagsöversikt
QNAP, vilket står för “Quality Network Appliance Provider”, grundades 2004 som ett dotterbolag till IEI Integration Corporation, ett industriellt databehandlingstjänsteföretag i Taiwan. QNAP var tidigare "Internet Appliance Department" under IEI Group fokuserat på nätverkslagring, digitalövervakning och meddelandekommunikation. Under 2004 blev avdelningen avknoppad till QNAP System Inc. och blev därmed ett helägt dotterbolag under IEI Group. 2006 lanserade QNAP sin Turbo NAS TS-101, vilket blev världens första NAS med ett SATA-interface. 
För närvarande[när?] har QNAP mer än 700 medarbetare världen över, med huvudkontor i Xizhi-distriktet i New Taipei City, Taiwan och utlandskontor i Pomona, Beijing, Shanghai, Shenzhen, Storbritannien, Tyskland och Nederländerna. QNAP har sedan juli 2011 varit en "Associate Member" av Intel:s Internet of Things Solutions Alliance (före detta Intelligent Systems Alliance)..  

## Produktöversikt

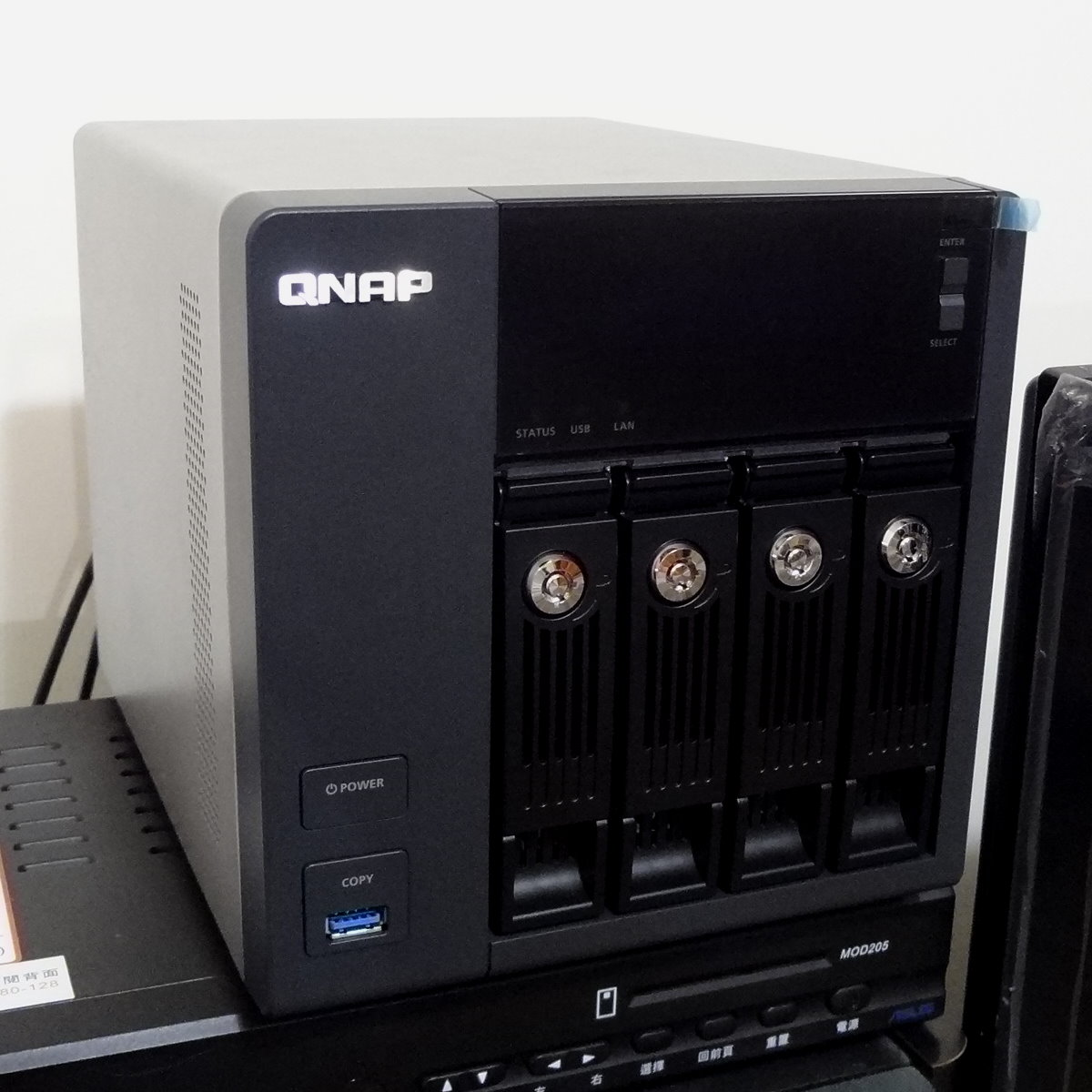
QNAP Turbo NAS TVS-471 Pro

QNAP huvudprodukter inkluderar Network-Attached Storage (NAS), Network Video Recorders (NVR) och Digital Signage (DS). Företagets produktlinjer och tjänster inkluderar Turbo NAS, VioStor NVR, digitala skyltningslösningar och videovägg regulatorer.

### App Center & Development Platform
QNAP har också introducerat en utvecklingsplatform för programvaruleverantörer, systemintegratörer och oberoende programmerare för att utveckla deras egna olika applikationer för användning med Turbo NAS-system.  QNAP Development Toolkit (API & SDK) tillhandahålls för utvecklare att utforma program som kan köras på klientenheter (till exempel smartphones och datorer) och via fjärrstyrning hantera och komma åt filer och dokument på Turbo NAS-system.